# Bibliothèque nationale du Bhoutan

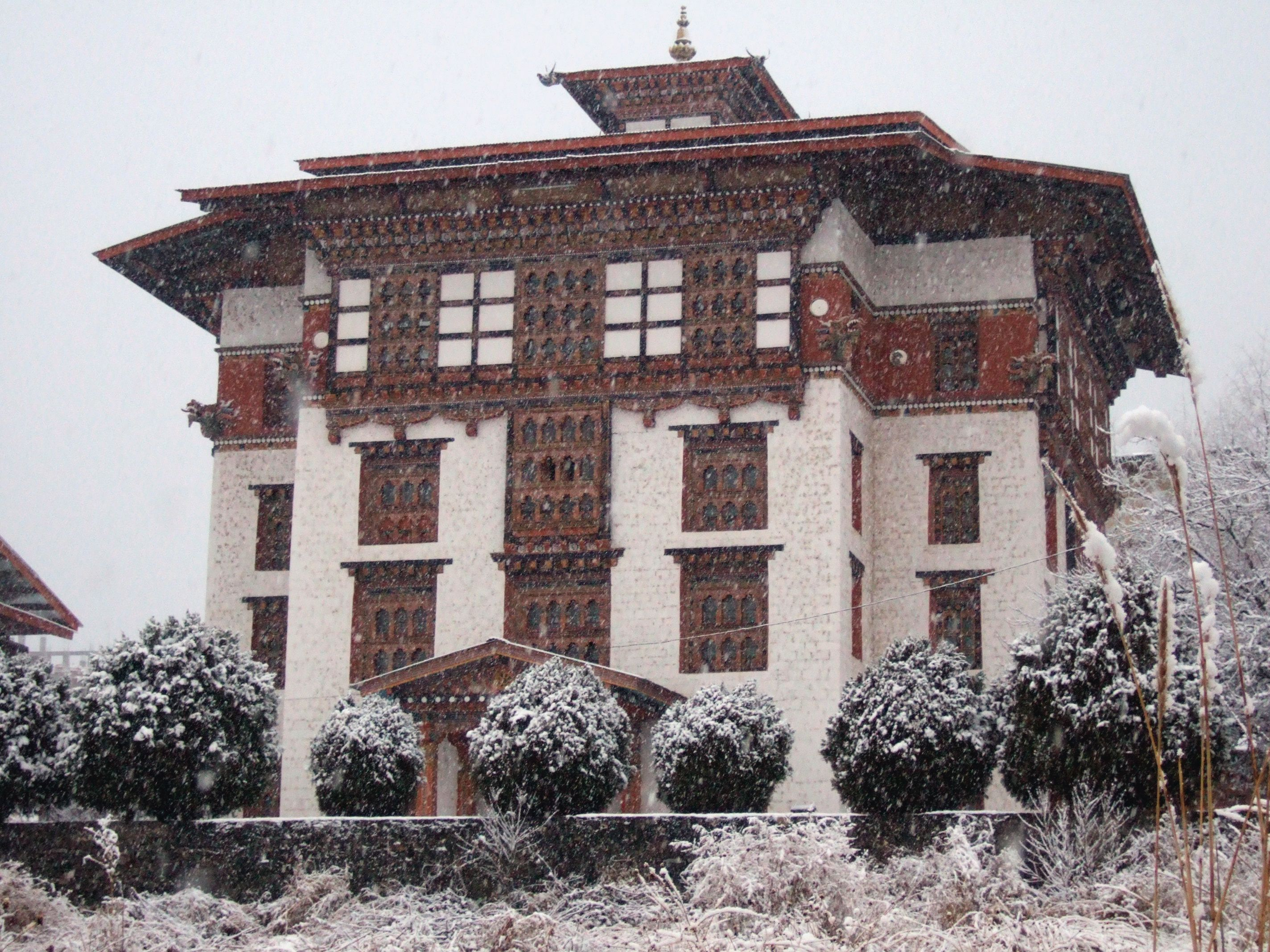
Bibliothèque Nationale du Bhoutan

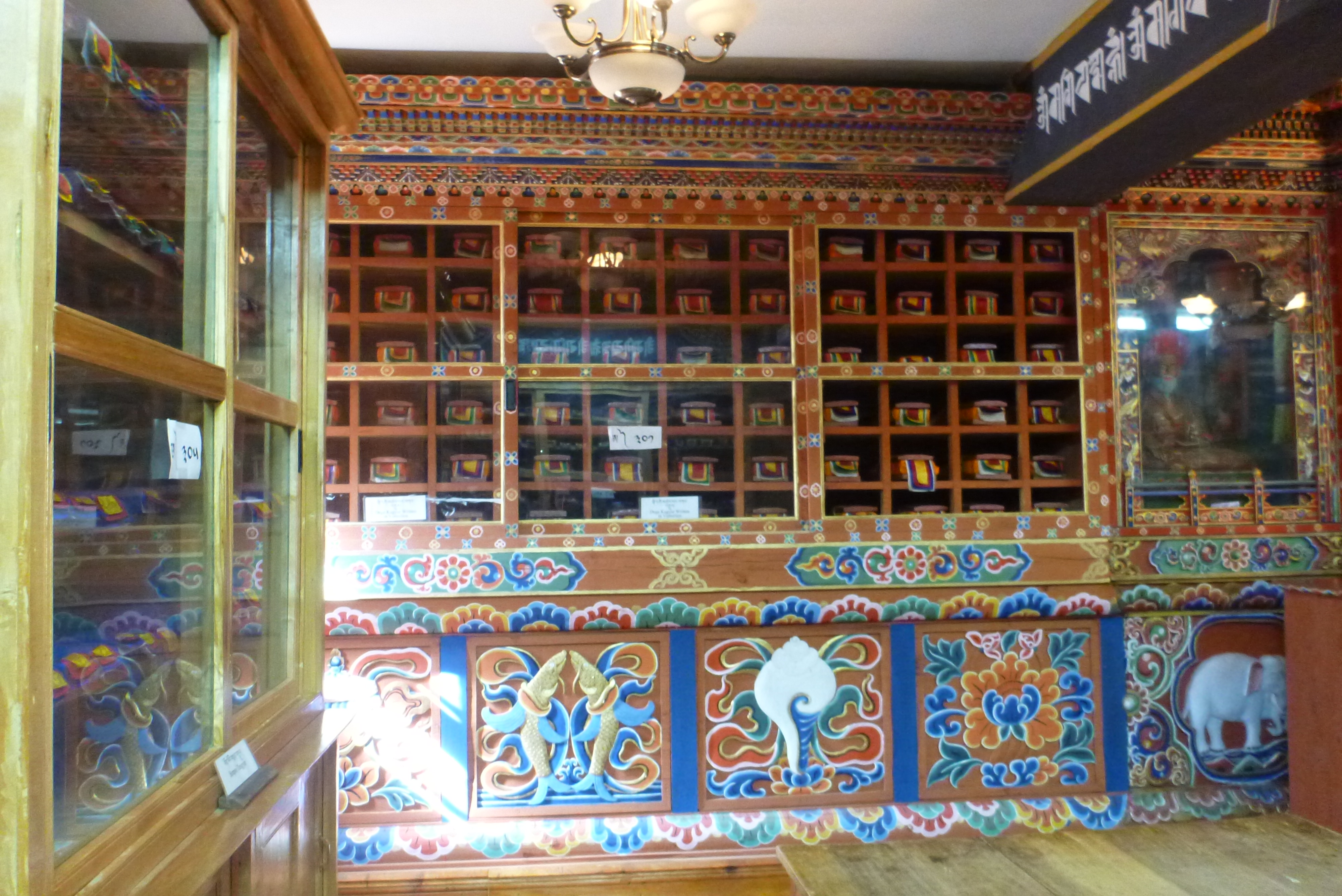
Intérieur de la Bibliothèque Nationale du Bhoutan

La Bibliothèque nationale du Bhoutan (en dzongkha: འབྲུག་རྒྱལ་ཡོངས་དཔེ་མཛོད། et se prononce Druk Gyelyong Pedzö) se situe à  Thimphou, au Bhoutan. Elle a été créée en 1967 avec pour objectif « la préservation et la promotion du riche patrimoine culturel et religieux » du Bhoutan.

## Histoire
Comme ce fut le cas pour plusieurs pays, une modernisation trop rapide engendre une dislocation culturelle. Le gouvernement royal bhoutanais, conscient de ce fait, établit plusieurs organismes dont le but est la préservation et la promotion de l’héritage culturel et religieux du pays. Dans le cadre de ce programme, la Bibliothèque nationale du Bhoutan est créée en 1967, sous le patronage de l’ex-reine consort du Bhoutan Ashi Phuntsho Choden, la mère du roi Jigme Dorji Wangchuk. Sa mission est alors de recueillir et de conserver des textes anciens en dzongkha et en tibétain relatifs à la religion, à la culture, à l’histoire et aux traditions du Bhoutan. La collection initiale, alors très modeste, inclut des manuscrits, des livres imprimés au bloc de bois, ainsi que des blocs de bois utilisés pour l’impression.
À sa création, la Bibliothèque nationale est située dans la tour centrale (utse) du Tashichho Dzong, un important monastère-forteresse dans le nord de la ville de Thimphou. Avec l’agrandissement progressif de la collection, le gouvernement bhoutanais réalise le besoin d’avoir un bâtiment dédié et plus approprié pour conserver les textes religieux sacrés. À la fin des années 1970, la construction du nouveau bâtiment est initiée sous la supervision du ministre des Affaires locales Lyonpo Tamzhing Jagar. La cérémonie d’inauguration et de consécration est tenue le 23 novembre 1984. L’inauguration est réalisée par le ministre des Communications et du Tourisme Lyonpo Snagye Penjor, tandis que la consécration est chapeautée par l’éminent moine bouddhiste tibétain Dilgo Khyentse Rinpoché. En effet, le nouveau bâtiment est consacré en tant que temple (lhakhang) dans le but d’octroyer à la Bibliothèque nationale du Bhoutan un environnement spirituel et sacré, donc approprié pour conserver les textes religieux qui constituent la majeure partie de la collection. Ce nouvel édifice composé de quatre étages et de huit coins présente une forme similaire à la tour centrale d’un monastère bhoutanais typique (dzong). Alliant design traditionnel bhoutanais et architecture moderne, l’édifice présente des couleurs vibrantes, des motifs élégants et un travail de menuiserie délicat, offrant aux visiteurs un avant-goût de l’héritage artistique du Bhoutan.
La Bibliothèque nationale du Bhoutan est considérée comme la figure de proue parmi les bibliothèques du pays. Elle offre des formations permettant d’améliorer les services et les pratiques bibliothéconomiques des autres bibliothèques bhoutanaises et elle collabore activement avec celles-ci pour créer des mécanismes de partage de ressources à travers le pays.

## Projet DANIDA
En 1996, une entente est signée entre la Bibliothèque nationale du Bhoutan et la Bibliothèque royale du Danemark dont l’objectif est le lancement d’un projet de coopération à long terme entre les deux institutions. Ce projet, intitulé Institutional strenghtening of the National Library of Bhutan et financé par l’Agence danoise pour le développement international (DANIDA), se compose de trois phases étalées sur plusieurs années. La première phase consiste en la compilation de la littérature en tibétain classique que possède la Bibliothèque nationale du Bhoutan et la création d’une base de données dédiée. Les phases suivantes impliquent une enquête à l’échelle nationale de la documentation manuscrite, de la recherche collaborative, des initiatives de traduction et la mise en place d’un réseau bibliothéconomique pour la recherche en ligne sur cette base de données. Le projet DANIDA est initialement implanté avec l’assistance de deux tibétologues danois, agissant en tant que consultants.

## Archives nationales
En 1999, l’Assemblée nationale bhoutanaise adopte l’Acte du dépôt légal. Cet acte s’applique à tous les citoyens bhoutanais résidant à l’intérieur ou à l’extérieur du pays et requiert de ces derniers le dépôt à la Bibliothèque nationale de copies de toute œuvre produite ou publiée au Bhoutan ou relative au Bhoutan, indépendamment de la langue, de l’écriture et du format utilisés. Les organes gouvernementaux tels que les départements ministériels et les agences régionales sont également sujets à cet acte et doivent soumettre les documents administratifs et législatifs produits dans le cadre de leurs activités. Tous ces documents sont conservés de manière permanente en tant qu’éléments nationaux, à l’usage du public et des générations futures.
Ainsi, sous l’Acte du dépôt légal, la Bibliothèque nationale du Bhoutan acquiert officiellement le statut d’Archives nationales. Les collections de l’institution deviennent au fur et à mesure plus étoffées, ce qui nécessite la construction d’un nouveau bâtiment pour mieux maîtriser le flux plus conséquent de documents. En février 2006, juste au nord du bâtiment principal de la Bibliothèque nationale, un édifice de deux étages est inauguré pour héberger les Archives nationales.

## Essentiel des collections

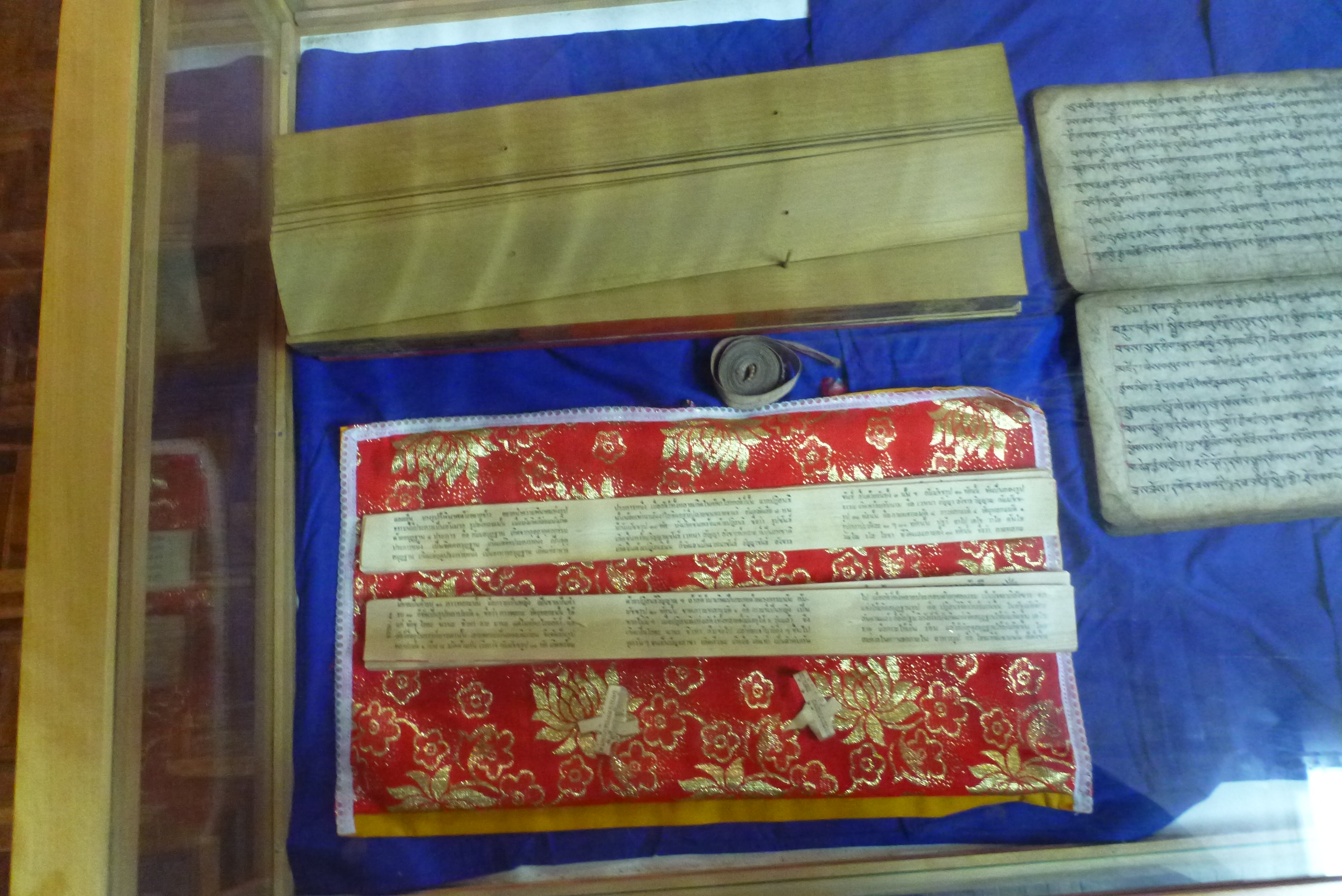
Exemple de livre issu des collections

À la fin du XXe siècle, le fonds de la bibliothèque contenait environ 10 000 titres.